# 3. mehanizirana bojna "Pauci"
3. mehanizirana bojna "Pauci" jedna je od dvanaest ustrojbenih cjelina Gardijske mehanizirane brigade, a sjedište joj je u Kninu, baš kao i brigadi čija su sljednica. Bojna je smještena u kninskoj vojarni 4. gardijske brigade "Pauci", a zapovjednik je bojnik Ivica Armanda. Tijekom preustroja bojna se popunjavala ponajprije kadrom iz dotadašnje 4. gardijske brigade. U sastavu bojne je većinom mlađi kadar koji čine vojnici i niži časnici, dok su kostur postrojbe u redovima dočasničkog i časničkog kadra stariji pripadnici, uglavnom sudionici Domovinskog rata.